# IC 2548
IC 2548 — галактика типу SBb (компактна витягнута галактика) у сузір'ї Насос.
Цей об'єкт міститься в оригінальній редакції індексного каталогу.